# 기타무라야마군

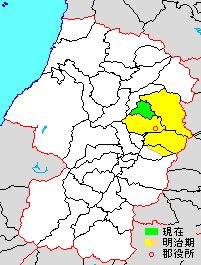
야마가타현 기타무라야마 군의 범위 (초록색:오이시다 정)

기타무라야마군(일본어: 北村山郡, きたむらやまぐん)은 일본 야마가타현의 군이다.
인구 5,740명, 면적 79.54km², 인구밀도 72.2명/km².(2025년 3월 1일, 추계인구)
이하 1정으로 구성된다.
- 오이시다정(大石田町)